# Scorpion
Scorpion var även artistnamn för musikern Bo Anders Larsson.
Scorpion är en fiktiv figur i serierna om Spindelmannen.
Scorpion var från början privatdetektiven Mac Gargan som J. Jonah Jameson hade bett undersöka hur Peter Parker kunde få foton med Spindelmannen i aktion. Jameson använde sig av en knappt testad medicinsk behandling för att mutera Mac Gargan för att denne skulle få vissa egenskaper från skorpionen. Behandlingen gjorde honom galen men gav honom också vissa skorpionlika superkrafter.
Scorpion har vid ett flertal tillfällen mött Spindelmannen och även Black Cat som ibland räddat Spindeln undan från Scorpion. Bland annat var det bara Black cat som räddade Spindelmannen när Scorpion och en Spider slayer samarbetade.
- Färdigheter: kan klättra lika bra som Spindelmannen, kan löpa långa sträckor
- Krafter: övermänsklig styrka, spikgrepp
- Vapen: Svansen är ett högeffektivt vapen med elchocker, en pik, samt kan utsöndra tårgas